# Lijst van locaties uit Futurama
Dit is een lijst van fictieve locaties uit de animatieserie Futurama.

## 711
Voor het eerst gezien in "Fry and the Slurm Factory".
Geïnspireerd door de hedendaagse 7-Eleven supermarktketen. Dit is de supermarkt waar Fry en Bender meestal boodschappen doen. Volgens hun logo zijn ze 28 uur per dag open.

## Alien Overlord & Taylor
’‘Voor het eerst gezien in "A Fishful of Dollars".
Deze winkel bevat onder andere cosmetica, robotonderdelen en kleding.

## Applied Cryogenics
’‘Voor het eerst gezien in "Space Pilot 3000".
Dit is het lab waar Fry in het jaar 2000 werd ingevroren. Het lab overleefde in de 1000 jaar erna de twee alieninvasies en de vernietiging van New York. In het jaar 3000 bevindt het zich in New New York, en blijken er in de jaren na Fry nog vele anderen te zijn ingevroren. Leela werkte hier voordat ze bij Planet Express kwam. Hun slogan in 2000 was "You Can Solve All Your Problems by Freezing Them." In "The Cryonic Woman" was de slogan "It Seems to Work OK."

## Big Apple Bank
’‘Voor het eerst gezien in "A Fishful of Dollars".
Dit is de bank waar Fry in de 20e eeuw een account opende en er 93 cent op stortte. Deze bank bestond 1000 jaar later nog, en in die tijd was Fry’s 93 cent dankzij de vele rente uitgegroeid tot $4.3 biljoen. De bank gebruikt niet langer PIN, maar netvliesscanners, vingerafdrukken en bank-by-brain optie.

## Cedars-Sinewave Hospital
’‘Voor het eerst gezien in "Bendin' in the Wind".
Een groot ziekenhuis in New New York. Bender werd hiernaartoe gebracht na te zijn mishandeld door een magnetische blikopener.

## CitiHall
’‘Voor het eerst gezien in "A Big Piece of Garbage".
New Yorks stadhuis, kantoor van Burgemeester C. Randall Poopenmayer.

## Cookieville Minimum Security Orphanarium
Cookieville Minimum Security Orphanarium is het weeshuis waar Leela in opgroeide. Het huis wordt gerund door Mr. Vogel. Er worden vaak kinderen te vondeling gelegd.

## Dinkin Donuts
’‘Voor het eerst gezien in "Anthology of Interest II".
Een parodie op Dunkin' Donuts; David Dinkins was de eerste Afro-Amerikaanse burgemeester van New York.

## Famous Original Ray's Superior Court
’‘Voor het eerst gezien in "A Tale of Two Santas".
De meeste rechtszaken in de serie vinden hier plaats. De naam is een referentie naar Ray's Pizza pizzeria's in New York.

## Food-O-Mat
’‘Voor het eerst gezien in "I, Roommate".
Een restaurant waarin het eten op lopende banden voorbij komt, en de klanten pakken wat ze willen.

## Head Museum
’‘Voor het eerst gezien in "Space Pilot 3000".
Een museum vol met hoofden van beroemdheden en sterren uit het verleden.

## The Hip Joint
’‘Voor het eerst gezien in "Love's Labours Lost in Space".
Een dansclub in New New York op de top van een grote Stratosphere-achtige structuur. Het decor van de club bestaat uit retro neon ringen waarmee de dansers ook zichzelf versieren. Er is een minimum van 10 drankjes.

## Historic 20th Century Apartments
’‘Voor het eerst gezien in "A Fishful of Dollars".
Een gebouw vol oude 20e-eeuwse appartementen. Fry kocht een van deze appartementen om zich beter thuis te voelen. De appartementen staan vol 20e-eeuwse apparaten die in de 31e eeuw nutteloos zijn geworden. Toen Moms zonen Fry’s fortuin stalen, moest hij het appartement weer verlaten.

## Le Spa
’‘Voor het eerst gezien in "A Fishful of Dollars".
Een kuuroord waar Fry, Leela en Bender naartoe gingen.

## Lost City of Atlanta
First feature in "The Deep South (Futurama)".
Op de bodem van de zee ligt de stad Atlanta. Dit was oorspronkelijk een drijvende stad, maar hij zonk vanwege overmatig bouwen. De meest prominente inwoners vertrokken, en de achterblijvers evolueerden in meermensen (door toedoen van de cafeïne in Coca Cola).

## Luna Park
First feature in "Episode Two: The Series Has Landed".
Een attractiepark op de maan. Luna Park is vermoedelijk gebaseerd op een echt bestaand park met die naam in Seattle. De slogan van het park is "The Happiest Place Orbiting Earth"; een parodie op Disneylands slogan "The Happiest Place On Earth". Het eerste gebied na de hoofdingang van het park heet "Moon Street U.S.A."; een parodie op Disneylands "Main Street U.S.A". Het park heeft een mascotte genaamd Crater Face.

## Madison Cube Garden
’‘Voor het eerst gezien in "Fear of a Bot Planet".
De nieuwe versie van Madison Square Garden; een kubusvormig gebouw met veel verschillende sportactiviteiten zoals Blernsball, basketball, Ultimate Robot Fighting, de Olympische Spelen van 3004 en "Big Ape Fights". Doet ook dienst als locatie voor concerten.

## Mars University
’‘Voor het eerst gezien in "Mars University".
Opgericht in 2636. Deze universiteit op de planeet Mars staat bekend als een zeer vooraanstaande universiteit. Amy Wong studeert hier, en Professor Farnsworth geeft er les. De universiteit heeft verschillende studentencorpsen zoals Kappa Kappa Wong, Epsilon Rho Rho (ERR), Snooty House en Robot House. Bender zat een tijdje bij Robot house met drie andere nerdachtige robots.

## Mom's Friendly Robot Company
’‘Voor het eerst gezien in "A Fishful of Dollars".
Mom's Friendly Robot Company is een onderdeel van MomCorp en Carricon, Industries Enterprises. Het hoofdkwartier van dit bedrijf zit in New New York, maar heeft vestigingen over de hele wereld. Bender is gemaakt door Mom’s Friendly Robot Company.

## Monument Beach
’‘Voor het eerst gezien in "When Aliens Attack".
In 2600 stal de kwaadaardige gouverneur van New New York alle monumenten van de wereld, waaronder de Sfinx van Gizeh, het Witte Huis, de Big Ben, een paar Moai, Mount Rushmore (waarin hij ook zijn eigen hoofd liet uithakken), de Toren van Pisa en Randy's Donuts, en plaatste ze op een kunstmatig strand in Iowa. De monumenten werden vernietigd bij een alieninvasie op Labor Day 3000.

## New New York
’‘Voor het eerst gezien in "Space Pilot 3000".
New New York is de nieuwe versie van New York, en de voornaamste locatie uit de serie. In de duizend jaar dat Fry was ingevroren vonden twee alieninvasies plaats, waarbij New York werd verwoest. De overlevenden begonnen de aarde opnieuw op te bouwen. New New York is gebouwd op de resten van het oude New York. De ruïnes kunnen nog altijd via de riolen worden bezocht. Hoewel New New York een nieuwe stad is, heeft hij nog veel versies van bekende monumenten uit het oude New York zoals het Vrijheidsbeeld, Empire State Building en Brooklyn Bridge. Andere gebouwen zijn herbouwd en gemoderniseerd zoals de Twin Towers van het World Trade Center, met luchtbruggen tussen elke toren, en het Madison Square Garden, wat herbouwd is als "Madison Cube Garden".

## O'Zorgnax's Pub
’‘Voor het eerst gezien in "Space Pilot 3000".
Voorheen O'Grady's Pub'. Een café naast Panucci's Pizza in New New York. In 1999 was het een Ierse pub waar Fry langsreed op weg naar het cryogenics lab. In de toekomst is de bar vermoedelijk in handen van aliens.

## Original Cosmic Ray's Pizza
’‘Voor het eerst gezien in "A Fishful of Dollars".
Fry nam Leela, Amy, Bender, Professor Farnsworth, Hermes Conrad, en Dr. Zoidberg mee uit eten naar dit restaurant toen hij zijn fortuin verkreeg.

## Planet Express
’‘Voor het eerst gezien in "Space Pilot 3000".
Planet Express is een koerierdienst opgericht door Hubert Farnsworth. Hier werken Fry, Leela, Bender, Amy, Hermes en Zoidberg. De dienst levert pakjes af in het hele universum. Over het algemeen neemt Planet Express gevaarlijke klusjes aan waar geen ander bedrijf zich aan waagt.

## Panucci's Pizza
’‘Voor het eerst gezien in "Space Pilot 3000".
Panucci's Pizza is de pizzeria waar Fry voor werkte in de 20e eeuw. De pizzeria is eigendom van Mr. Panucci, die ook de pizza’s bakt. In de aflevering "Jurassic Bark" bleek de pizzeria ergens in de 2000s (vermoedelijk na de dood van Pannuci) voorgoed te zijn gesloten. De pizzeria was een stereotiepe New Yorkse zaak die het totaal niet serieus neemt met de hygiëneregels, maar toch open blijft.

## Robot Arms Apartments
’‘Voor het eerst gezien in "I, Roommate".
Dit appartementgebouw bevindt zich in New New York. Hier wonen Bender en Fry. De meeste van de appartementen in het gebouw zijn kleine verticale ruimtes voor robots, maar er zijn ook grotere appartementen.

## Staadgi & Staadgi Auctioneers
’‘Voor het eerst gezien in "A Fishful of Dollars".
Fry, Leela en Bender woonden hier een veiling bij van 20e-eeuwse spullen. Fry kocht elk voorwerp dat onder de hamer kwam, waaronder het skelet van Ted Danson, Rock 'Em Sock 'Em Robots (voor Bender) en het laatste blikje ansjovis.

## Taco Bellevue Hospital
’‘Voor het eerst gezien in "Bender Gets Made".
In de toekomst heeft Bellevue Hospital blijkbaar zijn naam en diensten verkocht aan de fastfood keten Taco Bell.